# Roberta Guaspari
Roberta Guaspari (auch Roberta Guaspari-Tzavaras; * 15. September 1947 in Rome, New York) ist eine US-amerikanische Violin-Lehrerin.

## Leben und Werk
Die Mutter zweier Söhne, Nick und Alexi, bewarb sich 1980 nach ihrer Scheidung um eine Stelle als Violin-Lehrerin an einer Schule in East-Harlem, New York.
Als engagierte Lehrerin wurde sie durch ihr „East Harlem Violin Program“ bekannt, mit dem sie den Kindern der armen Stadtviertel das Geigenspiel näherbrachte. Sie begann mit knapp 50 Kindern an einer Schule, was sich dann auf 150 Kinder in drei Schulen vergrößerte.
Nach über zehn erfolgreichen Jahren drohte ihren Kursen nach Budgetkürzungen das Ende.
Sie gründete die Stiftung „the Opus 118 Music Center, Inc.“ und kämpfte gemeinsam mit Schülern, Lehrern und Freunden für die Fortführung und organisierte im Juni 1991 ein Solidaritätskonzert ihrer Schüler.
Auf die damit verbundenen Presseartikel reagierten Itzhak Perlman und andere bekannte Musiker und boten ihre Mitarbeit an. Dies geschah im sogenannten „Fiddlefest“ und fand 1993 in der Carnegie Hall statt, und die prominenten Gastviolinisten Isaac Stern, Itzhak Perlman, Arnold Steinhardt, Mark O’Connor, Michael Tree, Diane Monroe und viele andere unterstützen Roberta Guaspari in ihrem Kampf für Geigenunterricht im Ghetto.
Seit 1992 fanden Auftritte im Weißen Haus, der Carnegie Hall, Yankee Stadium, Madison Square Garden, sowie Radio- und Fernsehshows statt. Von 1991 bis 1998 flossen private Spenden; inzwischen erhält das 'Guaspari East Harlem Violin Program' öffentliche Förderung.
Ihr Schaffen wurde in dem Dokumentarfilm Small Wonders und in dem Film Music of the Heart mit Meryl Streep, Aidan Quinn, Gloria Estefan und Angela Bassett von Wes Craven der breiten Öffentlichkeit gezeigt und für einen Academy Award nominiert.